# Coming of Age (album Breaking Point)
 Coming of Age – debiutancki album zespołu Breaking Point

## Lista utworów
1. "Coming of Age" - 4:08
2. "27" - 3:39
3. "Falling Down" - 3:28
4. "Phoenix" - 3:58
5. "Live For Today" - 4:08
6. "Get Up" - 3:01
7. "Brother" (feat. Josey Scott) - 3:05
8. "Angry Side" - 4:09
9. "Open Wide" - 3:37
10. "Under" - 3:37
11. "One of a Kind" - 3:35

## Twórcy
- Brett Erickson - śpiew, gitara rytmiczna
- Justin Rimer - gitara
- Jody Abbott – perkusja
- Paul Ebersold – produkcja
- Ted Jensen – mastering
- Matt Martone – produkcja
- Mike Shipley – miksowanie